# 香港地下鉄Rotem電車

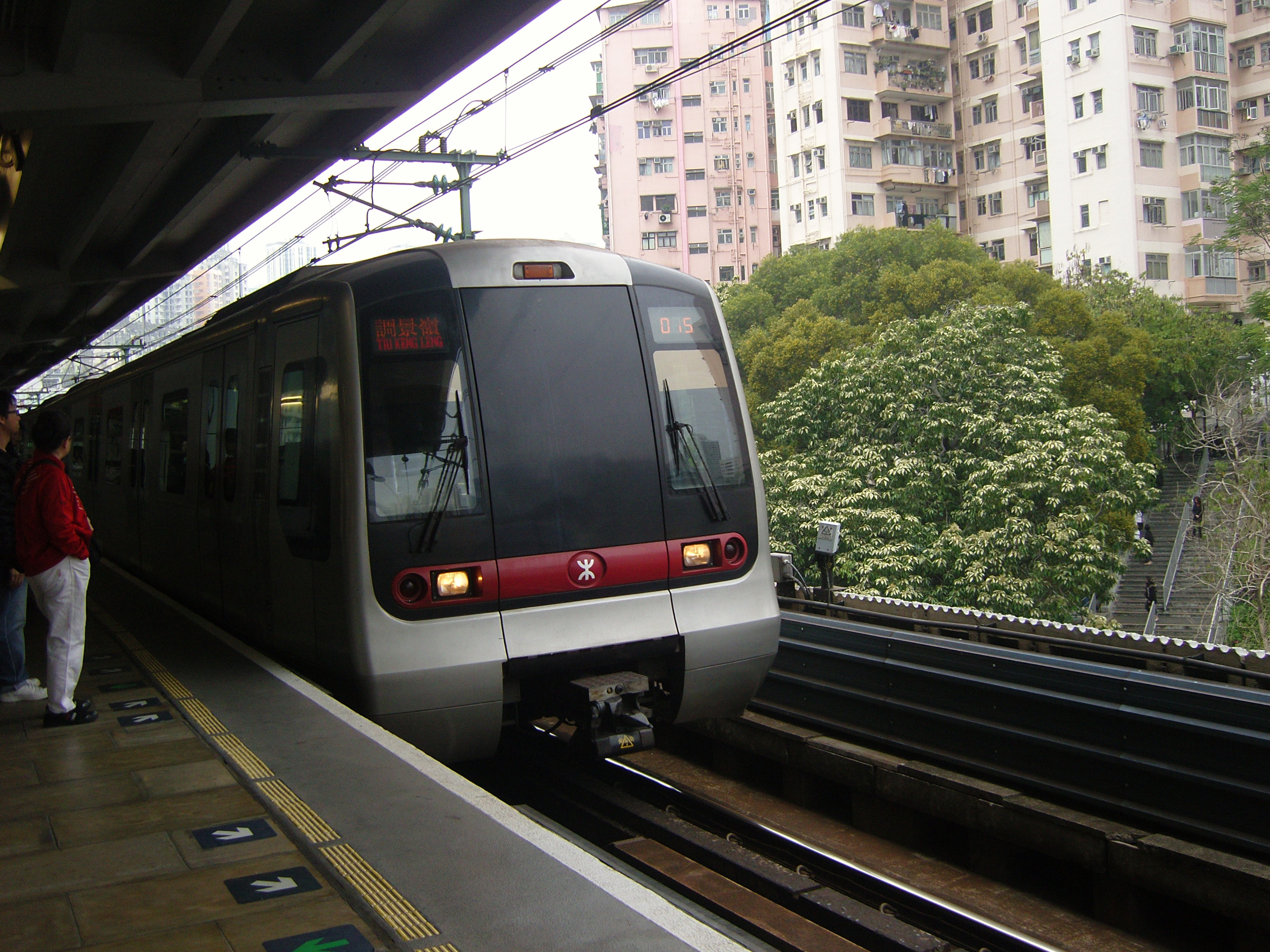
観塘線のK-Stock電車

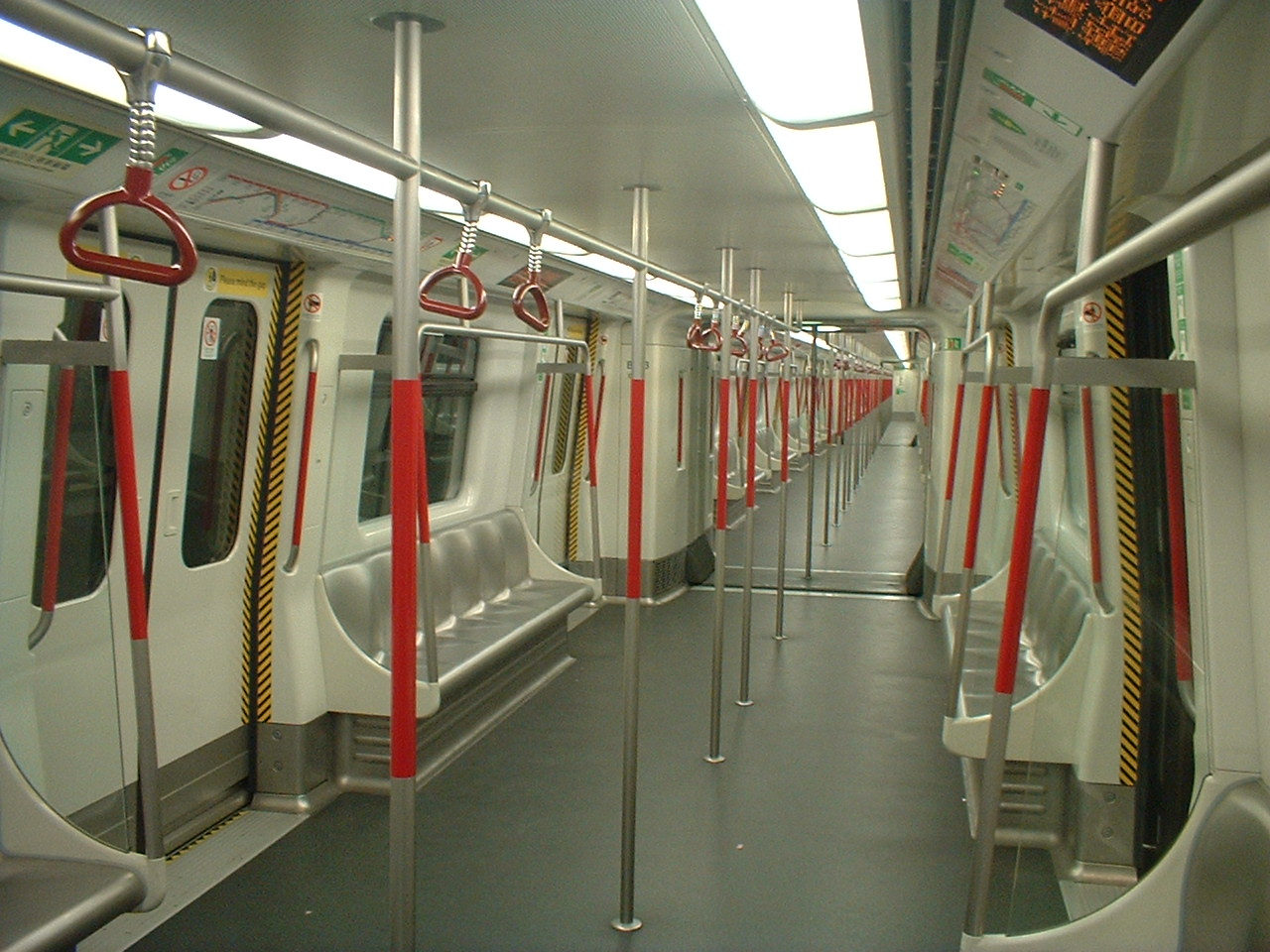
将軍澳線のK-Stock電車の内部

Rotem電車（ローテムでんしゃ）は、香港鉄路（港鉄）の直流通勤形電車。正式には将軍澳線用が C651 型電車、東涌線用が C6522-04E 型電車である。

## 概要
将軍澳線の開業に向けて、韓国ロテム社で104両が製造された。なお、電装機器は三菱電機製である。基本設計は、従来のMTR車両をベースにしている。
将軍澳線用として製造されたが、過去には観塘線で使用されている。

### 東涌線
2003年の九広西鉄線と南昌駅、2005年ディズニー線と欣澳駅が開業した事と、混雑緩和を目的とする増発の為、4編成が導入された。営業最高速度は135km/hである。台車には最高速度135km/hに対応するためヨーダンパが設置されており、観塘線のK-Trainは省略されている。